# Constitución (Chile)
Constitución es una ciudad y comuna de la provincia de Talca, ubicada en la región del Maule, en la zona central de Chile. Es conocida como la perla del Maule, y se destaca por sus formaciones rocosas como la Piedra de la Iglesia y el Arco de los Enamorados. Es la ciudad costera con más población de la región. La comuna fue una de las más afectadas durante el terremoto de Chile de 2010.
Integra junto con las comunas la provincia de Talca y la provincia de Curicó el distrito electoral N.º 17 (diputados), y pertenece a la 9ª circunscripción senatorial.

## Historia

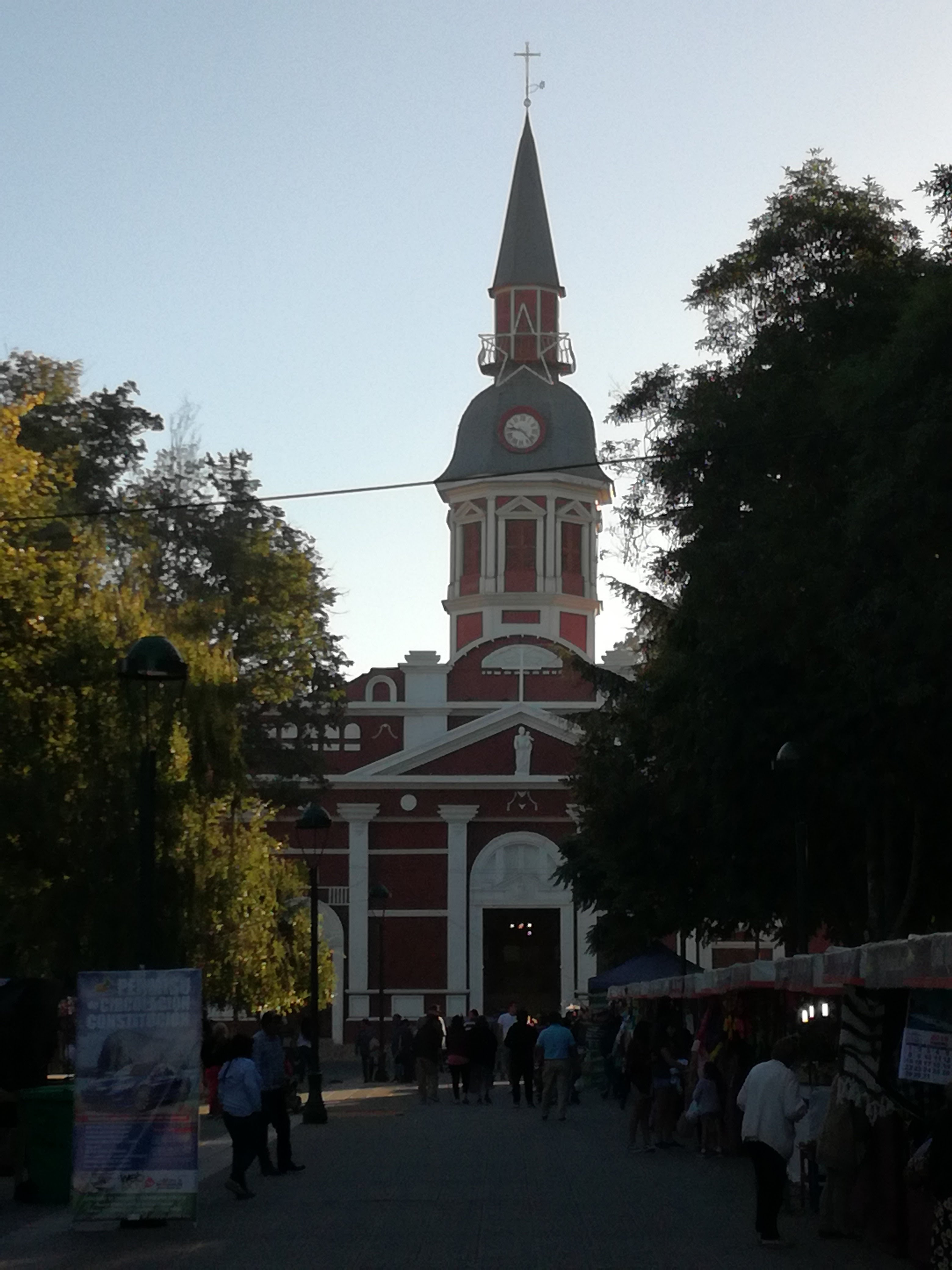
Fachada tras la segunda remodelación posterior al terremoto de 2010 (2018).

La zona donde se emplaza la ciudad fue, antes de la llegada de los españoles, un lugar de pesca y refugio de los indígenas changos y mapuches. Tras la llegada de los españoles, fue usado como lugar de descanso de galeones y buques mercantes que iban de viaje por los puertos del Pacífico.

### Fundación
Si bien hubo muchos intentos por establecer un poblado permanente en la zona, recién en 1791 se estableció una propuesta oficial a cargo de Santiago Oñederra. En 1794, el gobernador de Chile Ambrosio O'Higgins autoriza la fundación de la villa bajo el nombre de Nueva Bilbao, dentro del partido de Linares. Desde su fundación hasta 1828, Nueva Bilbao de Gardoqui fue un pequeño astillero especializado en faluchos.

### Cambio de nombre y desarrollo
En 1828, se le rebautiza con el nombre actual en honor a la Constitución de 1828 que se estrenaba en ese entonces. Junto con ello, el congreso constituyente dio aprobación a la iniciativa, presentado por don Álvaro Casimiro Pereira, diputado por la provincia de Maule, para darle a la Nueva Bilbao, la categoría de Puerto Mayor; todo esto ocurría el 4 de agosto de 1828 y 4 días después el vicepresidente de la República don José Antonio Pinto estampaba su firma en el decreto respectivo.
En la década de 1830, se crea el Departamento de Constitución en la provincia de Maule. Constitución se transforma en cabecera de departamento y en la sede de la Municipalidad de Constitución. La Municipalidad prepara un informe al Intendente de Maule, el 21 de abril de 1834, con motivo de la creación del Departamento. En este documento además se dan indicios del final de Oñederra. El Departamento abarcaba el territorio de las actuales comunas de Constitución y Empedrado. Luego, en 1974 ambas comunas fueron separadas de esta provincia y traspasadas a la provincia de Talca.

### Terremoto y tsunami de 2010
Constitución fue una de las ciudades más afectadas por el terremoto y maremoto de 2010. El sismo afectó gravemente el centro de la ciudad, mientras que el tsunami arrasó con los edificios y embarcaciones de la playa y la orilla del río Maule, llegando el agua hasta el centro de la urbe. Se contabilizaron 60 víctimas fatales y más de 300 desaparecidos.
Luego del terremoto y tsunami de Japón de 2011, una intensa marejada llegó a las costas de Constitución, pero sin lamentar vidas humanas.

## Geografía
La comuna de Constitución se encuentra emplazada en las unidades geomorfológicas de Llanos de sedimentación fluvial o aluvional, Planicie marina o fluviomarina y Cordillera de la costa, ubicada en la orilla sur de la desembocadura del Río Maule en el Océano Pacífico. La ciudad se encuentra al sur y oeste limitada por numerosos cerros y colinas, siendo el más conocido el cerro Mutrún, ubicado cerca de la desembocadura. Hacia el sector costero, destacan las formaciones pétreas y roqueríos varios, conocidas como las Rocas de Constitución, entre los que destacan la Piedra de la Iglesia (símbolo de la ciudad), el Peñón de Calabocillos, la Roca de los Enamorados y el Peñón de Elefante.

### Clima
El clima de Constitución es según la clasificación climática de Köppen clima mediterráneo de lluvia invernal (Csb) y clima mediterráneo de lluvia invernal e influencia costera (Csb (i)), lo que hace que el clima sea suave con veranos cálidos e inviernos benignos, pero posee gran humedad atmosférica durante todo el año. La influencia marítima hace que sus temperaturas diarias sean moderadas, vale decir, ni muy altas en verano ni muy frías en invierno.
| Parámetros climáticos promedio de Constitución | Parámetros climáticos promedio de Constitución | Parámetros climáticos promedio de Constitución | Parámetros climáticos promedio de Constitución | Parámetros climáticos promedio de Constitución | Parámetros climáticos promedio de Constitución | Parámetros climáticos promedio de Constitución | Parámetros climáticos promedio de Constitución | Parámetros climáticos promedio de Constitución | Parámetros climáticos promedio de Constitución | Parámetros climáticos promedio de Constitución | Parámetros climáticos promedio de Constitución | Parámetros climáticos promedio de Constitución | Parámetros climáticos promedio de Constitución |
| Mes                                            | Ene.                                           | Feb.                                           | Mar.                                           | Abr.                                           | May.                                           | Jun.                                           | Jul.                                           | Ago.                                           | Sep.                                           | Oct.                                           | Nov.                                           | Dic.                                           | Anual                                          |
| ---------------------------------------------- | ---------------------------------------------- | ---------------------------------------------- | ---------------------------------------------- | ---------------------------------------------- | ---------------------------------------------- | ---------------------------------------------- | ---------------------------------------------- | ---------------------------------------------- | ---------------------------------------------- | ---------------------------------------------- | ---------------------------------------------- | ---------------------------------------------- | ---------------------------------------------- |
| Temp. máx. media (°C)                          | 28                                             | 26                                             | 25                                             | 23                                             | 21                                             | 18                                             | 18                                             | 19                                             | 20                                             | 21                                             | 24                                             | 26                                             | 23                                             |
| Temp. mín. media (°C)                          | 21                                             | 20                                             | 19                                             | 18                                             | 12                                             | 11                                             | 10                                             | 10                                             | 16                                             | 17                                             | 18                                             | 19                                             | 15                                             |
| Precipitación total (mm)                       | 0                                              | 0                                              | 0                                              | 26                                             | 148                                            | 185                                            | 187                                            | 120                                            | 55                                             | 30                                             | 11                                             | 0                                              | 728                                            |
| Fuente: MSN 2008                               |                                                |                                                |                                                |                                                |                                                |                                                |                                                |                                                |                                                |                                                |                                                |                                                |                                                |

### Hidrología
Esta además se halla entre las cuencas hidrográficas de Costeras del río Mataquito y río Maule, Costeras del río Maule y el límite regional y río Maule. Además, la comuna posee diversos cuerpos de agua, entre los que se destacan el lago Humedal de Putú, río Huenchullami y río Purapel.

## Medio ambiente

### Componentes bióticos

Trazado simplificado de los ecosistemas y cuerpos de agua presentes en la comuna de Constitución.

Dentro del territorio de la comuna se pueden hallar los siguientes ecosistemas:
- Bosque caducifolio mediterráneo costero donde predominan Nothofagus glauca y Azara petiolaris (En peligro crítico)
- Bosque caducifolio mediterráneo costero donde predominan Nothofagus glauca y Persea lingue (En peligro crítico)
- Bosque esclerófilo mediterráneo costero donde predominan Lithrea caustica y Azara integrifolia (En peligro crítico)
- Bosque esclerófilo mediterráneo interior donde predominan Lithrea caustica y Peumus boldus (En peligro)

### Medidas de protección ambiental y conflictos socioambientales
Hasta 2022, la comuna de Constitución cuenta con las siguientes zonas que cuentan con algún nivel de protección ambiental:
- AAVC Bosque Maulino Con Ruiles Y Pitaos De Quivolgo (Iniciativa de Conservación Privada)[15]
- Bosques de Ruil y Hualo de Curepto (Sitios Ley 19.300)[16]
- Complejo de Humedales de Putu - Huenchullami (Sitios ERB)[17]
  - Santuario de la Naturaleza Humedales costeros de Putú-Huenchullami (Santuario de la Naturaleza)[18]
- Desembocadura Río Santa Ana (Sitios ERB)[19]
- Fundo Provoste (Iniciativa de Conservación Privada)[20]
- Hualos de Las Cañas (Sitios ERB)[21]
- Hualos de Loanco Forestal Mininco (Sitios ERB)[22]
- Huillín (Iniciativa de Conservación Privada)[23]
- Pichamán (Sitios ERB)[24]
- Quebrada Honda (Sitios ERB)[25]
- San Pedro las Cañas (Iniciativa de Conservación Privada)[26]
- Santuario de la Naturaleza Rocas de Constitución (Santuario de la Naturaleza)[27]

## Demografía
La comuna de Constitución abarca una superficie de 1343,6 km² y una población de 46 068 habitantes (INE 2017), correspondientes a un 4,4 % de la población total de la región y una densidad de 34,28 hab/km². Del total de la población, 23 063 son mujeres (50,06 %) y 23 005 son hombres (49,93 %).

## Administración

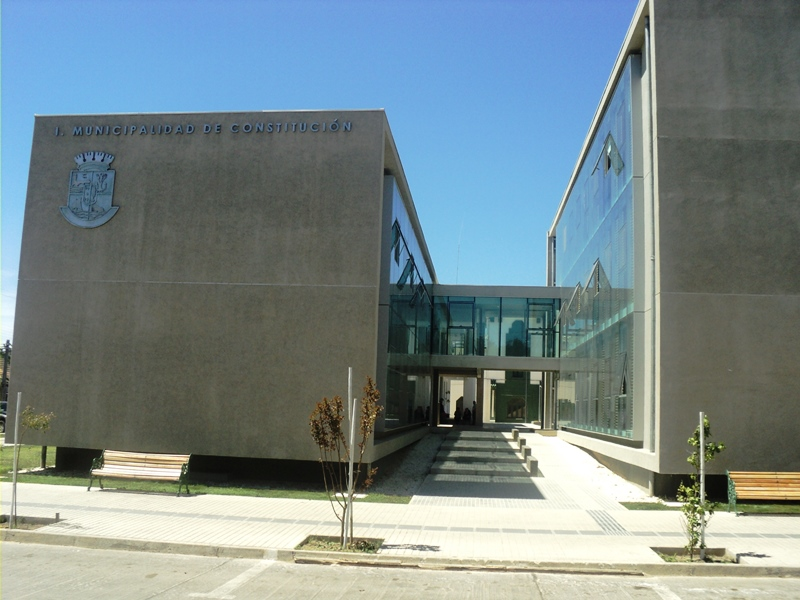
Edificio de la Ilustre Municipalidad de Constitución.

### Municipalidad
La administración de la comuna es dirigida por el alcalde Carlos Valenzuela Gajardo. Su mandato va durante el período 2025-2028. Es secundado en su función por los concejales:
- Rodrigo Veloso Urrutia (PDC)
- Richard Rodríguez Guajardo (UDI)
- Michael García Alegría (PDC)
- Carlos Segovia Letelier (UDI)
- Lorenzo Toledo Medina (Ind.)
- Juan Díaz Espinoza (Ind-EVO)

### Representación parlamentaria
Integra junto con las comunas de las provincias de Curicó y Talca el distrito electoral N.º 17 (eligiendo 7 diputados), y con el resto de la Región del Maule pertenece a la 9.ª circunscripción senatorial (representada por 5 senadores).

## Economía

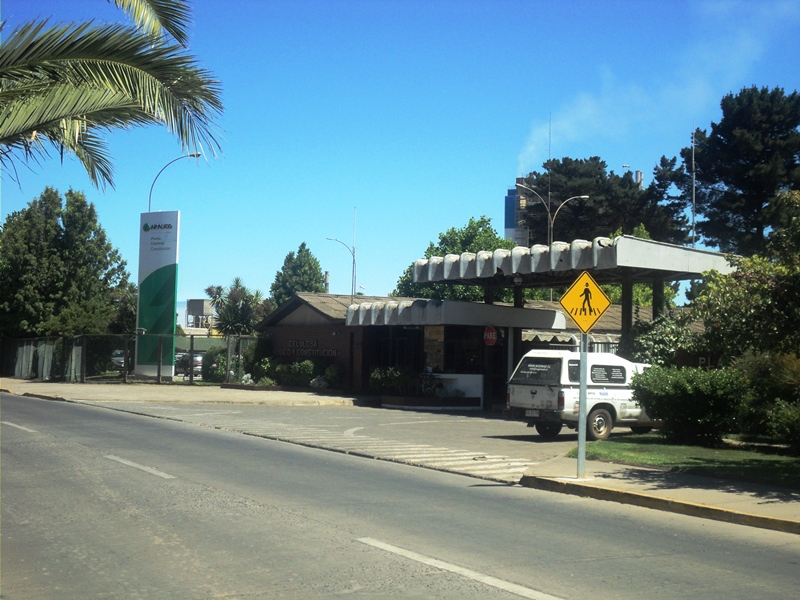
Entrada de la planta de Celulosa Arauco y Constitución.

En sus inicios la ciudad se dedicó principalmente a la fabricación de barcos, destacándose los lanchones llamados faluchos. En el siglo XIX, Constitución se transformó en el principal astillero del país. Luego, con la construcción del ferrocarril hacia Talca, se transformó en el puerto de salida de los productos agrícolas del valle del Maule. Tan importante era la actividad económica del puerto que incluso llegó a fundarse el Banco de Constitución, que después se transformó en el Banco de A. Edwards (hoy Banco Edwards Citi).
A inicios del siglo XX, la plantación de pino y eucalipto transformó a Constitución en el centro maderero del país. Consciente del enorme potencial industrial que podía surgir, durante el gobierno de Pedro Aguirre Cerda se inició la construcción de la Fábrica de Papel de Constitución, filial CORFO, que en 1960 se transformó en la Celulosa de Constitución, que al fusionarse en 1975 con la Fábrica Papelera de Arauco conforma la compañía Celulosa Arauco y Constitución S.A. Hoy, Planta Constitución es uno de los principales productores mundiales de celulosa de mercado sin blanquear, producto que se utiliza como materia prima para diversos productos finales.
Tras la imposibilidad de navegación del río Maule, que llevó al declive del puerto fluvial, se intentó levantar un puerto marítimo en el sector de Maguillines, sin resultados exitosos debido al fuerte oleaje del sector.
En 2018, la cantidad de empresas registradas en Constitución fue de 924. El Índice de Complejidad Económica (ECI) en el mismo año fue de -0,34, mientras que las actividades económicas con mayor índice de Ventaja Comparativa Revelada (RCA) fueron Explotación de Bosques (59,75), Aserrado y Acepilladura de Maderas (53,29) y Servicios de Corta de Madera (52,88).

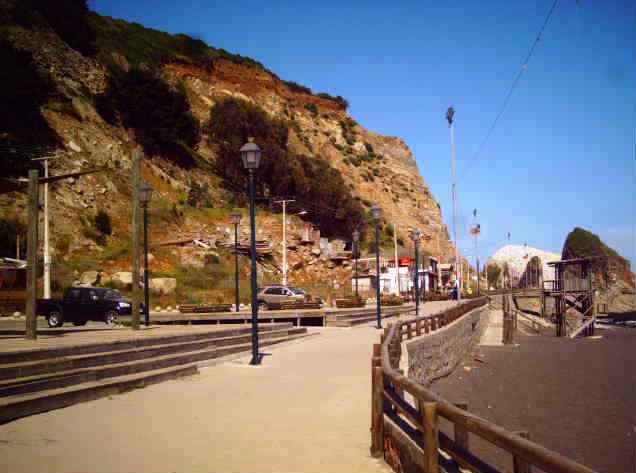
Playa Los Gringos de Constitución.

### Turismo
Asimismo, Constitución destaca como balneario y destino turístico, teniendo como principales atractivos sus extensas playas de arena negra, sus formaciones rocosas, declaradas por el Consejo de Monumentos Nacionales como Santuario de la Naturaleza y en donde destaca la Piedra de la Iglesia, símbolo de la ciudad. Otro importante atractivo es el puente Banco Arena y el Tren Ramal, último tren de trocha angosta en Chile que une las ciudades de Talca y Constitución, cruzando por una serie de villorrios ubicados en las orillas del otrora navegable Río Maule.
Destacan también en las cercanías a la ciudad, las dunas y humedales de Putú, las que constituyen el campo de dunas más extenso del país, ideales para la práctica del Ecoturismo.

## Servicios públicos

### Educación

#### Educación básica y media
Cabe destacar que esta comuna tiene importantes colegios con excelencia académica, entre ellos uno que destaca a nivel nacional como el colegio Constitución y de los más antiguos del país como lo son el Liceo de Constitución y la escuela Enrique Don Müller.

#### Educación superior
En la ciudad no existen sedes de universidades, pese a la lejanía de los principales centros de la zona (Talca, Santiago, Concepción) y pese a las demandas de la ciudadanía.

## Cultura

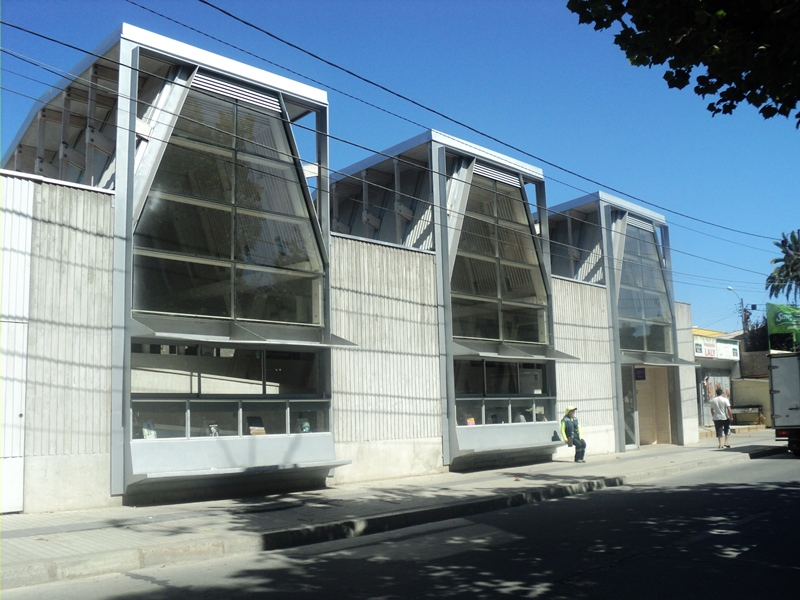
Biblioteca municipal de Constitución, frente a la plaza de Armas.

La biblioteca municipal de Constitución se encuentra frente a la plaza de Armas de la ciudad. Fue diseñada por el arquitecto Sebastián Irarrázaval, e inaugurada el 12 de noviembre de 2015 como parte del Plan de Reconstrucción Sustentable de la ciudad. La biblioteca fue galardonada por los Wood Design and Buildings Awards, los cuales destacan la arquitectura en madera, con el premio de honor internacional.

## Transporte

### Terrestre
La ruta L-30-M es la principal vía de acceso a la ciudad, ya que la conecta con la Ruta 5 Sur, entre San Javier y Villa Alegre. La ruta M-50 conecta la comuna con Chanco y Cauquenes al sur, y la ruta K-24-M con Putú, Curepto, Licantén e Iloca al norte, siendo estas dos últimas parte de la Ruta Costera.
El Ramal ferroviario Talca - Constitución conecta ambas ciudades bordeando el río Maule. Es el principal medio de transporte de los pueblos aledaños, y desde principios del siglo XXI ha tenido un auge como recorrido turístico.

### Aéreo
En la ribera norte del río Maule, frente a la ciudad, se encuentra el Aeródromo Quivolgo.

## Medios de comunicación

### Radioemisoras
FM
- 88.1 MHz En Línea Radio (Santa Cruz)
- 88.7 MHz El Conquistador FM (Red Norte)
- 89.5 MHz Radio Buena Nueva
- 90.1 MHz ADN Radio Chile
- 90.7 MHz Radio Constitución FM
- 91.1 MHz Radio Cooperativa
- 92.1 MHz Radio Josefina FM
- 92.5 MHz Radio Oleajes
- 92.9 MHz Inicia Radio
- 95.1 MHz Radio Armonía
- 95.7 MHz Radio Tropical Latina (Curicó)
- 96.3 MHz Radio Aremar (Iloca)
- 97.3 MHz Radio Apocalipsis
- 98.5 MHz Radio Paysandú
- 99.1 MHz Radio Altamar
- 100.5 MHz Radio Futura
- 101.3 MHz Cinecon Radio
- 102.3 MHz Radio Favorita (Curicó)
- 103.5 MHz El Conquistador FM (Nacional)
- 104.3 MHz Radio Pentagrama
- 104.9 MHz Radio Paloma
- 105.5 MHz Radio Sabor FM
- 106.1 MHz Radio Bío-Bío
- 106.7 MHz Radio Perla del Maule
- 107.1 MHz Radio Paz
- 107.5 MHz Radio Enmanuel
- 107.9 MHz Nuevo Tiempo

### Televisión
TDT
- 5.1 - Chilevisión HD
- 5.2 - UChile TV
- 7.1 - TVN HD
- 7.2 - NTV
- 9.1 - Canal 13 HD
- 9.2 - T13 En Vivo
- 21.1 - Contivisión HD
- 21.2 - Contivisión Música HD

Por cable
- 10 - Contivisión (VTR)
- 747 - Contivisión (Mundo)

### Prensa escrita
- Periódico Zona Cero

### Prensa digital
- Diario Maule[34]

## Deportes

### Fútbol
La comuna de Constitución tiene un club participando en los Campeonatos Nacionales de Fútbol en Chile.
- Constitución Unido (tercera división 1998-2006 y Tercera A 2024-presente).

## Personas destacadas
- Fabián López Valdés. Medallista de plata en juegos panamericanos. Hijo ilustre de constitución
- Ricardo Boizard Bastidas,Premio nacional de Periodismo 1965, Diputado Falangista en dos periodos.
- Enrique Mac Iver, político chileno.
- Gregorio Schepeler, quien fuera presidente de la Corte Suprema.
- Manuel Francisco Mesa Seco, abogado, escritor y político.
- Emma Jauch, escritora.
- Renato González Moraga, periodista, "Hijo Ilustre de Constitución" (1983).[35]
- Jaime Campos Quiroga, exministro de Agricultura y actual ministro de Justicia.
- Raúl Sáez, exministro del gobierno de Frei Montalva y líder de los esfuerzos del Riñihuazo.
- Egidio Rozzi Sachetti, "Ciudadano Ilustre de la Ciudad de Constitución".
- Eduardo Morales Miranda, primer rector de la Universidad Austral de Chile.
- Samuel Cooper Street, nacido en Derby, Inglaterra en 1864, propietario del hotel Victoria de Constitución. Cónsul honorario de Inglaterra en Constitución.[cita requerida]
- Silvio Rozzi Sachetti, químico farmacéutico y escritor.
- Gonzalo Espinoza, jugador profesional de fútbol.
- Ignacio Gutiérrez, animador/conductor de Chilevisión.
- Johnnathan Tafra, canoista, medallista de plata en panamericanos de Santo Domingo e "Hijo Ilustre de Constitución".
- Héctor Espinosa Valenzuela, Director de la PDI.
- Henry Sanhueza, jugador profesional de fútbol.
- Marta Larraechea, Ex primera dama de la república.
- Hans Valdés, partipante de Gran hermano(Chile)